# Obrium quadrifasciatum
Obrium quadrifasciatum là một loài bọ cánh cứng trong họ Cerambycidae.